# Laulujärvi
Laulujärvi är en sjö i Finland. Den ligger i kommunen Enare i landskapet Lappland, i den norra delen av landet, 1 000 km norr om huvudstaden Helsingfors. Laulujärvi ligger 127,3 meter över havet. Den ligger vid sjön Harrijärvet. Arean är 32 hektar och strandlinjen är 5,05 kilometer lång. Sjön  ingår i Neidenälvens huvudavrinningsområde. 